# Tyran gris
Tyrannus dominicensis
Espèce
Statut de conservation UICN

 LC  : Préoccupation mineure
Le Tyran gris ou Pipiri (Tyrannus dominicensis) est une espèce de passereaux de la famille des Tyrannidae.

## Description
Le Tyran Gris est un passereau de taille moyenne qui mesure 23 à 25 cm de long et a une envergure de 37 à 40 cm. Le dessus de la calotte aux sus-caudales est d'un gris foncé alors que tout le dessous est blanc légèrement teinté de gris a la poitrine. Les ailes et la queue ont des reflets bruns. Les plumes des ailes (couvertures alaires et rémiges) sont bordées d'un liseré blanchâtre. Un patch orangé parcourt le haut de la tête, mais il n'est visible que lorsque l'oiseau est excité et qu'il hérisse les plumes de sa tête. Il possède un masque noir qui entoure l'œil en partant du bec. Le bec, plutôt fort, est noir et légèrement crochu à l'extrémité. Il a des pattes courtes qui sont noires. La queue est échancrée. Il n'y a pas de dimorphisme sexuel.

## Répartition
Il peuple essentiellement les Caraïbes, le nord du Vénézuela ainsi que les zones limitrophes du sud-est des États-Unis.

## Habitat
Le Tyran Gris est un oiseau qui affectionne particulièrement les endroits dégagés comme les plaines ou les savanes avec des perchoirs bien en vue comme un arbre mort ou un fil électrique. Il s'est aussi acclimaté au milieu urbain et à la présence de l'homme dans les villes, les jardins ou les parcs.

## Alimentation
Insectivore, le Tyran Gris se nourrit principalement d'insectes volants (abeilles, guêpes, papillons, libellules etc). Mais il lui arrive de s'attaquer à de petits vertébrés (lézard, petits poissons) et on rapporte qu'on l'a déjà vu attraper des colibris aux Antilles. 
Les proies les plus petites sont consommés au perchoir directement mais les plus grosses sont victimes d'un martelage vigoureux pour les tuer et les avaler plus facilement.
Sa technique de chasse la plus fréquentes est de s'élancer d'un perchoir exposé au vide, et d'attraper la proie en plein vol puis de revenir (le plus souvent) au perchoir pour la tuer. Mais il peut aussi s'envoler en direction d'un buisson ou d'un arbre quelconque et glaner la proie voulue. La capture du poisson se fait comme un martin pécheur mais il doit se sécher les plumes après l'acte. Pour se désaltérer il survole le point d'eau et rase ou plonge dans celle-ci pour boire ou se baigner.

## Nidification
L'espèce pond 3 à 4 œufs saumon profond tachetés ou tachés irrégulièrement de brun pourpre et lilas dans un nid grossièrement construit de brindilles et de mauvaises herbes reliées ensemble. Lors de la nidification, le tyran gris redouble de vigilance et tout intrus s'approchant trop près du nid est poursuivi, surtout ceux qui peuvent présenter un danger (quiscales, geais, hérons , rapaces , chiens, chats et humain).

## Reproduction
Le tyran gris se reproduit sur la côte de Caroline du sud, en Georgie, en Floride, aux Bahamas, dans les Antilles néerlandaises ainsi que sur la côte atlantique de l'Amérique centrale et au nord de l'Amérique du sud.

## Sous-espèces
D'après la classification de référence (version 7.2, 2017) du Congrès ornithologique international, cette espèce est constituée des trois sous-espèces suivantes (ordre phylogénique) :
- Tyrannus dominicensis dominicensis (JF Gmelin), 1788 ;
- Tyrannus dominicensis vorax Vieillot, 1819.